# Krasnochikoysky (huyện)
Huyện Krasnochikoysky (tiếng Nga: ? райо́н) là một huyện hành chính tự quản (raion), của Vùng Zabaykalsky, Nga. Huyện có diện tích 28157 kilômét vuông, dân số thời điểm ngày 1 tháng 1 năm 2000 là 23800 người. Trung tâm của huyện đóng ở Krasnyy Chikoy.